# Eupithecia subnotata
Eupithecia subnotata là một loài bướm đêm trong họ Geometridae.